# Rompecabezas de Slothouber-Graatsma

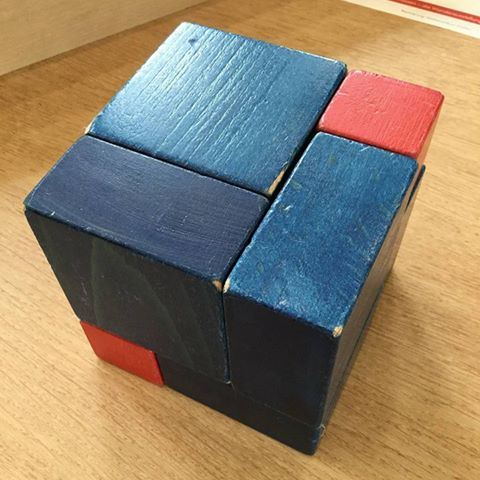
Un rompecabezas Slothouber–Graatsma físico resuelto.

El rompecabezas Slothouber–Graatsma es un problema de empaque que requiere empaquetar seis bloques de 1×2×2 y tres bloques de 1×1×1 en una caja de 3×3×3. La solución a este rompecabezas es única (sin considerar simetrías especulares o rotaciones de la citada solución). Lleva el nombre de sus inventores, Jan Slothouber y William Graatsma.
El rompecabezas es esencialmente el mismo si se omiten los tres bloques de 1×1×1, de modo que la tarea es empaquetar seis bloques de 1×2×2 en una caja cúbica con volumen 27.

## Solución

Solución del rompecabezas Slothouber-Graatsma en vista explosionada con color que denota orientación.

La solución del rompecabezas Slothouber–Graatsma es sencilla cuando se advierte que los tres bloques de 1×1×1 (o los tres agujeros) tienen que colocarse a lo largo de una diagonal del cuerpo de la caja, ya que cada una de las capas de 3x3 en las distintas direcciones tiene que contener un bloque de este tipo. Esto se deriva de consideraciones de paridad, porque los bloques más grandes solo pueden llenar un número par de las 9 celdas en cada capa de 3x3.

## Variaciones
El rompecabezas Slothouber–Graatsma es un ejemplo de un rompecabezas de empaquetamiento de cubos que utiliza policubos convexos. Existen rompecabezas más generales que involucran el empaque de bloques rectangulares convexos. El ejemplo más conocido es el rompecabezas de Conway que solicita el empaque de dieciocho bloques rectangulares convexos en una caja de 5x5x5. Un problema de empaque de bloques rectangulares convexos más difícil es empaquetar cuarenta y un bloques de 1x2x4 en una caja de 7x7x7 (dejando así 15 agujeros); la solución es análoga a la caja de 5x5x5 y tiene tres agujeros cuboidales de 1x1x5 en direcciones mutuamente perpendiculares que cubren las 7 secciones.